# Amit Panghal
Amit Panghal est un boxeur indien né le 16 octobre 1995.

## Carrière
Sa carrière amateur est principalement marquée par un titre de champion d'Asie en 2019 dans la catégorie des poids mouches.

## Palmarès

### Championnats du monde de boxe amateur
- Médaille d'argent en -52 kg aux championnats du monde 2019 à Iekaterinbourg, Russie

### Championnats d'Asie
- Médaille d'or en -49 kg en 2019 à Bangkok, Ouzbékistan
- Médaille de bronze en -49 kg en 2017 à Tachkent, Ouzbékistan

### Jeux du Commonwealth
- Médaille d'argent en -49 kg en 2018 à Gold Coast, Australie